# Kasese
Kasese  este un oraș  în  Uganda. Este reședinta  districtului Kasese.